# 니시무라야마군

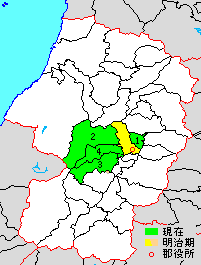
야마가타 현 니시무라야마 군의 범위 (1.가호쿠 정 2.니시카와 정 3.아사히 정 4.오에 정)

니시무라야마군(일본어: 西村山郡, にしむらやまぐん)은 일본 야마가타현의 군이다.
인구 33,036명, 면적 796.53km², 인구밀도 41.5명/km².(2025년 3월 1일, 추계인구)
이하 4정으로 구성된다.
- 아사히정(朝日町)
- 오에정(大江町)
- 가호쿠정(河北町)
- 니시카와정(西川町)